# Cystorchis
Cystorchis ist eine Gattung aus der Familie der Orchideen (Orchidaceae). Die etwa 20 Arten gedeihen im tropischen Asien.

## Beschreibung

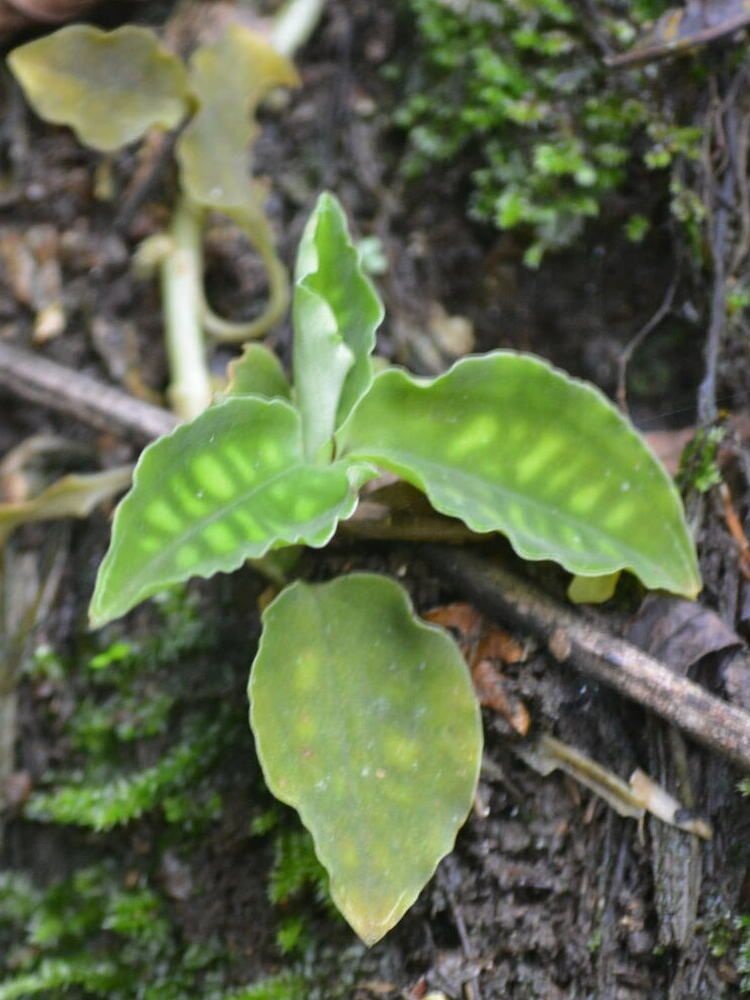
Laubblätter von Cystorchis variegata

### Vegetative Merkmale
Die Cystorchis-Arten wachsen als ausdauernde krautige Pflanzen. Sie bilden ein kriechendes, verzweigtes Rhizom. Es gibt einige mykoheterotrophe Arten, die keine Wurzeln und keine Laubblätter ausbilden. Ansonsten sind die Blätter breit-oval, die Basis ist zu einem kurzen Blattstiel verschmälert, der Blattgrund umfasst den Spross röhrenförmig. Die Blätter sind dunkel gefärbt und manchmal farbig gezeichnet.

### Generative Merkmale
Im endständigen, traubigen Blütenstand sind zahlreiche resupinierte Blüten enthalten. Die Blütenstandsachse kann behaart sein und wird von einigen Hochblättern umfasst. Die Tragblätter sind mindestens so lang wie Fruchtknoten und Blütenstiel zusammen. Der Fruchtknoten ist verdreht, manchmal ist er behaart.
Die zwittrigen Blüten sind zygomorph, dreizählig und öffnen sich kaum. Die Blütenhüllblätter sind nicht miteinander verwachsen. Die dorsale Sepal wölbt sich haubenförmig über die anderen Teile der Blüte. Die seitlichen Sepalen haften der Lippe an und sind an der Basis aufgeweitet, dort umfassen sie den rundlichen, von der Lippe gebildeten Sporn. Die seitlichen Petalen sind länglich, lanzettlich bis spatelförmig, sie haften am oberen Petal an. Die Lippe formt an der Basis einen zwei- oder dreiteiligen Sporn. Dieser besteht aus zwei seitlichen Rundungen, die innen mit jeweils einer Nektardrüse ausgestattet sind. Bei einigen Arten befindet sich in der Mitte noch ein dritter, konischer Auswuchs. Im vorderen Teil der Lippe sind die Ränder nach oben geschlagen und formen so eine Röhre, die Außenseite kann dort mit rauen Papillen besetzt sein. Die Säule ist kurz, vorne oft mit seitlichen Anhängseln (schmal „geflügelt“). Das Staubblatt ist zweikammrig, die Pollinien sind direkt, ohne Stielchen mit einer Klebscheibe (Viscidium) verbunden. Die Narbe besteht aus zwei miteinander verbundenen Flächen. Das Trenngewebe zwischen Narbe und Staubblatt (Rostellum) ist dreieckig, je nach Art unterschiedlich lang, nach Wegnahme der Klebscheibe an der Spitze flach eingeschnitten.

## Standorte
Cystorchis-Arten findet man von Meereshöhe bis in Höhenlagen von 1500 Meter. Sie wachsen in der Humusschicht feuchter Wälder.

## Systematik, botanische Geschichte und Verbreitung
Die Gattung Cystorchis wurde 1859 durch Carl Ludwig Blume in Collection des Orchidées le plus remarquables de l'Archipel Indien et du Japon, Teil 7–8, Tafel 25, 36 aufgestellt. Der Gattungsname Cystorchis setzt sich aus den altgriechischen Wörtern kystis für „Blase“, und orchis für „Hoden“ (hier: Orchidee), zusammen; er bezieht sich auf den charakteristischen Sporn. Die Typusart ist Cystorchis variegata Blume.
Die Gattung Cystorchis gehört zur Subtribus Goodyerinae der Tribus Cranichideae  innerhalb der Unterfamilie Orchidoideae. Nach Dressler 1993 lässt sich diese weiter in zwei Gruppen unterteilen; Cystorchis steht in der größeren Gruppe mit einer Narbenfläche.
Die Gattung Cystorchis ist im tropischen Südostasien verbreitet. Es gibt Fundortangaben für Thailand, Malaysia, Indonesien, die Philippinen, Neuguinea und die Palau-Inseln. Die größte Artenvielfalt findet sich auf Borneo.
Es gibt etwa 20 Arten in der Gattung Cystorchis:
- Cystorchis aberrans J.J.Sm.: Sie kommt nur im westlichen Sumatra vor.[3]
- Cystorchis aphylla Ridl.: Sie kommt von der Thailändischen Halbinsel bis Malesien vor.[3]
- Cystorchis appendiculata J.J.Sm.: Sie kommt nur im westlichen Sumatra vor.[3]
- Cystorchis celebica Schltr.: Sie kommt nur in Sulawesi vor.[3]
- Cystorchis dentifera Schltr. (Syn.: Cystorchis rostellata J.J.Sm.): Sie kommt in Neuguinea vor.[3]
- Cystorchis gracilis (Hook. f.) Holttum: Dieser Endemit kommt nur auf den Taiping Hills auf der Malaiisischen Halbinsel vor.[3]
- Cystorchis javanica (Blume) Blume: Sie kommt nur im westlichen Malesien bis zu den vor.[3]
- Cystorchis luzonensis Ames: Dieser Endemit kommt nur auf Mt. Makiling sowie Mt. Halcon auf den Philippinen vor.[3]
- Cystorchis macrophysa Schltr.: Sie kommt auf Borneo nur in Sarawak vor.[3]
- Cystorchis marginata Blume: Dieser Endemit kommt nur auf Java vor.[3]
- Cystorchis ogurae (Tuyama) Ormerod & P.J.Cribb: Dieser Endemit kommt nur auf Babeldaob, das zu den Karolinen gehört, vor.[3]
- Cystorchis orphnophila Schltr.: Sie kommt nur in Papua-Neuguinea vor.[3]
- Cystorchis peliocaulos Schltr.: Sie kommt nur in Papua-Neuguinea vor.[3]
- Cystorchis ranaiensis J.J.Sm.: Sie kommt auf Borneo nur in Kep. Natuna vor.[3]
- Cystorchis saccosepala J.J.Sm.: Sie kommt auf Borneo vor.[3]
- Cystorchis salmoneus J.J.Wood: Sie kommt im nördlichen Borneo vor.[3]
- Cystorchis saprophytica J.J.Sm.: Sie kommt auf Borneo vor.[3]
- Cystorchis stenoglossa Schltr.: Sie kommt nur im nördlichen Sumatra vor.[3]
- Cystorchis variegata Blume: Sie kommt von Malesien bis Vanuatu vor.[3]
- Cystorchis versteegii J.J.Sm.: Sie kommt nur im westlichen Neuguinea vor.[3]